# Giancarlo Berardi
Giancarlo Berardi (Genova, 15 novembre 1949) è un fumettista italiano.
È noto principalmente per i suoi lavori su Topolino, Diabolik e Il Piccolo Ranger negli anni '70 e per aver creato i personaggi di Ken Parker, assieme a Ivo Milazzo (realizzatore grafico), e Julia Kendall. A lungo collaboratore della casa editrice Bonelli di Milano, ha anche scritto episodi di Nick Raider e sceneggiato nel 1991 Oklahoma!, il primo MaxiTex.

## Biografia
Fin da studente mostra la sua passione per il teatro e per la musica, cantando e suonando la chitarra ne Gli Scorpioni, uno dei tanti "complessini" tipici degli anni sessanta.
Inizia l'attività di sceneggiatore di fumetti nei primi anni settanta, in coppia con Ivo Milazzo, suo compagno di classe alle magistrali. Esordiscono con la breve storia autoconclusiva Il Cieco, pubblicata dalla rivista Horror, edita da Gino Sansoni e diretta da Pier Carpi e Alfredo Castelli.
Nel 1970, per la rivista Sorry dell'editore Ennio Ciscato, Berardi scrive la striscia Il Palafita, disegnata da Milazzo.
Sempre dallo stesso anno collabora con il Bierreci (studio che produce fumetti umoristici composto da Luciano Bottaro, Giorgio Rebuffi, Carlo Chendi) scrivendo alcune storie di Tarzan e Gatto Silvestro per la Editrice Cenisio, oltre che Topolino nel periodo Arnoldo Mondadori Editore.
Nel 1971 scrive vari soggetti per Diabolik.
Nel 1973 consegue la laurea in lingue straniere con una tesi sulla Sociologia del Romanzo Poliziesco.
Nel 1974, per l'editore Sergio Bonelli e sempre in tandem con Milazzo, crea Ken Parker, fumetto western ispirato al film Corvo rosso non avrai il mio scalpo! di Sydney Pollack e mantenendo la fisionomia del protagonista Jeremiah Johnson, interpretato da Robert Redford. Il primo albo esce nelle edicole dal giugno 1977, quando comincia anche il sodalizio con Maurizio Mantero, coautore di 20 sui 59 numeri della prima serie.
A metà degli anni Settanta, sempre per Bonelli, scrive le storie Wyatt Doyle (disegni di Gianni Forgiarini) e Terra maledetta (disegni di Antonio Canale), pubblicate su Collana Rodeo.
Nel 1976, per Il Giornalino delle Edizioni Paoline, crea e sceneggia sei episodi della miniserie Tiki, vicende di un ragazzo indio e il genocidio in Amazzonia (disegni di Milazzo).
Nel 1977, per Bonelli, scrive anche alcune storie de Il Piccolo Ranger (disegni di Lina Buffolente) e, nello stesso anno, crea per il settimanale romano Skorpio la serie Welcome to Springville, a cui partecipa - oltre a Milazzo - anche il disegnatore Renzo Calegari.
Nel 1980 esce per Bonelli L'Uomo delle Filippine (disegni di Milazzo).
Nel 1982, per la rivista Orient Express di Luigi Bernardi, realizza con Milazzo una serie di brevi racconti, crea Marvin il detective, oltre che riprendere Welcome to Springville.
Dal 1985 collabora con l'editore Rinaldo Traini, scrivendo per il mensile Comic Art altre storie di Ken Parker, Tom's Bar, Giuli Bai & Co., Tommy Steele e per L'Eternauta - nel 1986 - la versione a fumetti di Sherlock Holmes (disegni di Giorgio Trevisan).
Nel 1989 fonda assieme a Milazzo la Parker Editore, che ristampa la prima serie regolare del loro personaggio, con l'aggiunta di altre storie nuove prodotte per Ken Parker Magazine (1992). Tra alterne vicende editoriali la saga di Ken Parker continua fino al 1998, quando esce l'ultimo albo. Oltre dieci le edizioni estere.
Nello stesso anno torna in Bonelli scrivendo un episodio di Nick Raider cui seguirà tempo dopo il "fiumalbo" Oklahoma! (disegni di Guglielmo Letteri), una storia fuori-serie di Tex che farà nascere la collana MaxiTex.
Nel 1998 crea il personaggio di Julia Kendall, criminologa protagonista del fumetto poliziesco dalle venature noir Julia - Le avventure di una criminologa.
Per la carica innovativa delle sue sceneggiature e la capacità di toccare i temi più vari e complessi, si può affermare che Berardi ha conquistato un posto nella narrativa italiana del '900, conferendo al fumetto uno status di prim'ordine.

## Riconoscimenti
- Premio Yellow Kid al Salone Internazionale dei Comics di Roma nel 1995.

Fra gli altri numerosi riconoscimenti, il Premio Anafi e quello Oesterheld, l'Internacional Barcelona de Comics e l'Haxtur.
Nel 2023 a Città di Castello gli è dedicata la mostra "Giancarlo Berardi Un narratore fra le nuvole", a coprire cinquant'anni di carriera.